# Declaración de guerra

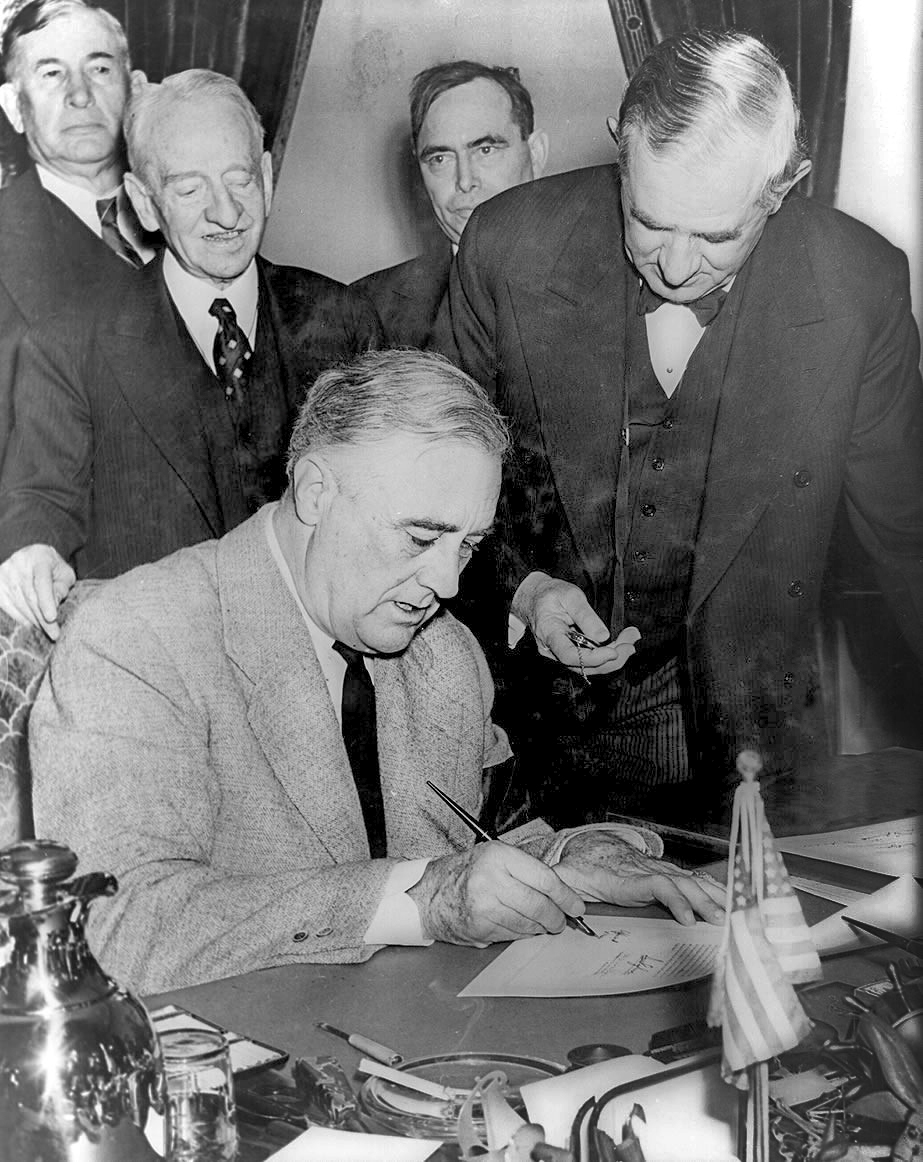
El presidente estadounidense Franklin D. Roosevelt firmando la declaración contra Alemania en diciembre de 1941.

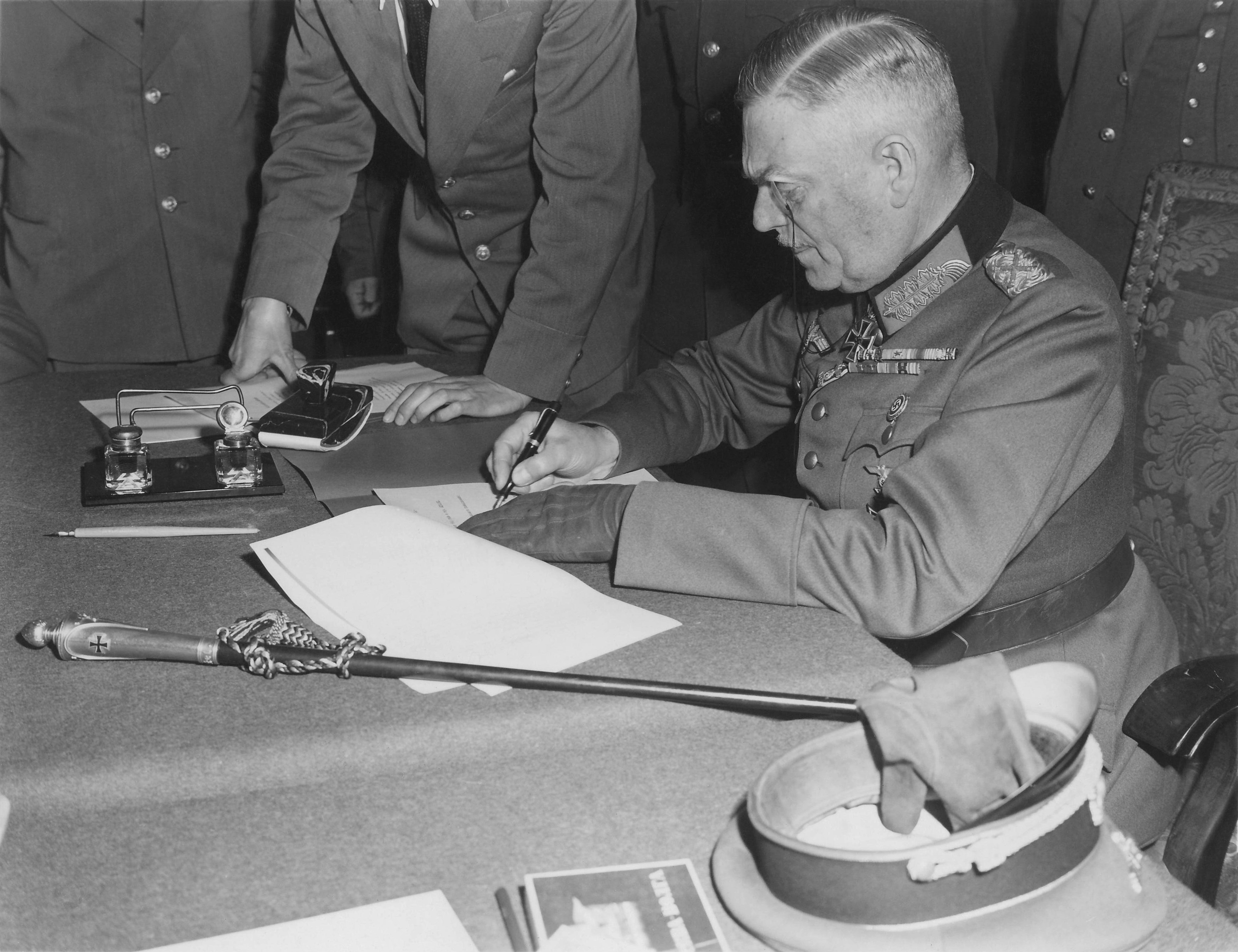
El mariscal Wilhelm Keitel firma la rendición de la Alemania nazi en mayo de 1945.

La declaración de guerra es una declaración formal mediante un documento, que proviene de un Estado hacia otro, donde el primero declara el inicio de hostilidades. En la actualidad, este hecho se concreta mediante un documento formal, pero en la historia muchas veces se han iniciado guerras sin previo aviso.
Formalmente este documento de "Declaración de estado de guerra" puede estar refrendado por la firma del gobernante o soberano, por el representante de los poderes del Estado, el Senado o la cancillería del país involucrado. Además, puede estar respaldado con la mención de los Tratados vigentes o disposiciones legales que se hubiesen establecido internacional o nacionalmente y que se entiendan vulnerados.
Este documento también tiene uso geopolítico, ya que, en ocasiones, cuando durante una guerra una nación es derrotada por otra, muchas naciones declaran la guerra al vencido como un acto de respaldo o sumisión ante el vencedor. Es el caso de Argentina y de Chile que declararon en 1945 la guerra a Alemania y Japón cuando éstas ya estaban prácticamente derrotadas. 
La declaración de un estado de guerra interno, tiene el carácter de Guerra Civil y el gobierno puede, de ser necesario, convocar un estado de sitio para intentar mantener el orden público.
Las causas más comunes de una Declaración de estado de guerra (denominadas "Casus belli") son:
- Agresión al territorio, bienes o patrimonios de ciudadanos o ciudadanos de un país o un territorio.
- Invasión, ocupación no autorizada o algún acto intrusivo.
- Actos hostiles relevantes por parte de un país que malogran un tratado establecido o la convivencia armónica.
- Incumplimiento de tratados.
- Actos terroristas.
- Amenaza evidente sobre el bien nacional.
- Amenaza al orden interno.

La situación de guerra se da, muchas veces, por el fracaso de la vía diplomática en la resolución de conflictos internacionales y representa la imposibilidad de lograr un acuerdo de paz entre dos o más naciones beligerantes. Con esto las parte beligerantes llaman a la movilización de sus fuerzas armadas y a la iniciación de actos de guerra. La agresión y actos de asesinatos contra la población civil son catalogados como Crímenes de Guerra o contra la humanidad.
Normalmente la cesación de estado de guerra no se estipula formal o diplomáticamente sino que se realiza como suspensión de hostilidades. En otras ocasiones, los países en guerra firman mutuamente un acuerdo de paz en el que se declara el fin de las hostilidades.

## Historia
En las ciudades-estado griegas de Esparta y Atenas la asamblea del pueblo decidía la guerra. Los romanos no empezaban las hostilidades sin mandar sus heraldos al pueblo de quien exigían satisfacción para hacerles comprender que desde aquel día eran mirados como enemigos. Los germanos cogían un prisionero, le hacían combatir con uno de sus más valientes soldados y, por el resultado de la pelea, juzgaban del éxito de la guerra. 
En la Edad Media, a imitación de los romanos, mandaban los reyes de armas para anunciar la suspensión de las relaciones pacíficas. Los francos enviaban aviso del día en que rompían las hostilidades. Posteriormente, la retirada de embajadores se consideró el primer paso de enemistad para manifestar la cesación de correspondencia pacífica.
En el derecho internacional público moderno, una declaración de guerra implica el reconocimiento entre países de un estado de hostilidades entre estos países, y dicha declaración se usa para regular la conducta de los enfrentamientos militares entre las fuerzas de los respectivos países.
La Sociedad de Naciones, formada en 1919 a raíz de la Primera Guerra Mundial, y el Tratado General de Renuncia a la Guerra de 1928 firmado en París, Francia, demostraron que las potencias mundiales estaban buscando seriamente un medio para evitar otra conflagración mundial. Sin embargo, estas potencias no pudieron detener el estallido de la Segunda Guerra Mundial, por lo que las Naciones Unidas (ONU) se establecieron después de esa guerra en un intento renovado de prevenir la agresión internacional a través de declaraciones de guerra.

### Denigración de las declaraciones formales de guerra antes de la Primera Guerra Mundial
En la época clásica, Tucídides condenó a los tebanos, aliados de Esparta, por lanzar un ataque por sorpresa sin declaración de guerra contra Platea, aliada de Atenas, suceso que dio inicio a la guerra del Peloponeso.
Siempre se ha cuestionado la utilidad de las declaraciones formales de guerra, ya sea como vestigios sentimentales de una época de caballerosidad ya sea como imprudentes advertencias al enemigo. Por ejemplo, escribiendo en 1737, Cornelius van Bynkershoek juzgaba que «las naciones y los príncipes dotados de cierto orgullo no suelen estar dispuestos a hacer la guerra sin una declaración previa, pues desean, mediante un ataque abierto, que la victoria sea más honorable y gloriosa»  Escribiendo en 1880, William Edward Hall juzgó que «cualquier tipo de declaración previa es, por lo tanto, una formalidad vacía a menos que al enemigo se le deba dar tiempo y oportunidad para ponerse en estado de defensa, y no hace falta decir que nadie afirma que tal quijoterismo sea obligatorio.» 

### Procedimiento acordado para la apertura de hostilidades según los Convenios de La Haya
En la primera Convención de La Haya de 1899, los estados signatarios acordaron que al menos otra nación sea utilizada para mediar en disputas entre estados antes de entablar hostilidades:

Título II, artículo 2: En caso de grave desacuerdo o conflicto, antes de un recurso de armas, las Potencias signatarias acuerdan recurrir, en la medida que las circunstancias lo permitan, a los buenos oficios o la mediación de una o más Potencias amigas.

El Convenio de La Haya de 1907 denominado "Convenio relativo a la apertura de hostilidades" establece las acciones internacionales que un país debe realizar al iniciar las hostilidades. Los dos primeros artículos dicen:

Articulo 1: Las Potencias Contratantes reconocen que las hostilidades entre ellas no deben comenzar sin una advertencia previa y explícita, ya sea en forma de declaración de guerra motivada o de ultimátum con declaración de guerra condicional.
Artículo 2: La existencia de un estado de guerra debe ser notificada a las Potencias neutrales sin demora, y no surtirá efecto respecto de ellas hasta después de la recepción de una notificación, que, sin embargo, podrá ser transmitida por telégrafo. Sin embargo, las Potencias neutrales no pueden basarse en la ausencia de notificación si se establece claramente que tenían conocimiento de la existencia de un estado de guerra.

## Legalidad de las declaraciones de guerra desde 1945
El artículo 2.4 de la Carta de las Naciones Unidas generalmente prohíbe el uso de la fuerza por parte de los estados, excepto cuando se cumplen condiciones cuidadosamente circunscritas, indicando:

Todos los miembros se abstendrán en sus relaciones internacionales de la amenaza o el uso de la fuerza contra la integridad territorial o la independencia política de cualquier Estado, o de cualquier otra forma incompatible con los propósitos de las Naciones Unidas.

Esta regla fue consagrada en la Carta de las Naciones Unidas en 1945 para evitar que los estados usen la fuerza cuando lo deseen, dijo Louise Doswald-Beck, Secretaria General de la Comisión Internacional de Juristas.
Por lo tanto, en ausencia de un ataque armado contra un país o sus aliados, cualquier uso legal de la fuerza, o cualquier amenaza legal del uso de la fuerza, debe ser respaldado por una resolución del Consejo de Seguridad de las Naciones Unidas que autorice a los Estados miembros a usar la fuerza.
Pocas naciones han declarado formalmente la guerra a otra desde entonces. Además de esto, las organizaciones no estatales o terroristas pueden afirmar o ser descritas como "declaradoras de guerra" cuando participan en actos violentos. Es posible que estas declaraciones no tengan valor legal en sí mismas, pero aun así pueden actuar como un llamado a las armas para los partidarios de estas organizaciones.

## Requisitos por país
La declaración de guerra suele realizarse a través de un proceso que implica la aprobación previa antes de realizar un anuncio formal. Esto difiere según el país, ya que algunos no tienen un proceso de aprobación previa y un determinado jefe de Gobierno puede declarar la guerra sin condiciones previas.
| País                   | Declarante de guerra | Causa legal                                                                           | Autorizado por     | Información adicional |
| ---------------------- | -------------------- | ------------------------------------------------------------------------------------- | ------------------ | --- |
| Australia              | Primer ministro      | Sección 61 de la Constitución australiana.                                            | Primer ministro    | Por Ley de Defensa de 1903 una declaración de guerra puede ser hecha sólo por el Primer ministro de Australia. |
| Brasil                 | Presidente           | Artículo 84 de la Constitución brasileña                                              | Congreso           | El Presidente de Brasil tiene la facultad de declarar la guerra, en caso de agresión extranjera, cuando lo autorice el Congreso Nacional o, tras su ratificación si la agresión ocurre entre sesiones legislativas, y decretar la movilización nacional total o parcial en las mismas condiciones. |
| Canadá                 | Monarca              | Ninguno                                                                               | Monarca (de jure)  | |
| China                  | Presidente           | Artículo 62(15), 67(19) y 80                                                          | Congreso (de jure) | La Asamblea Popular Nacional está facultada para decidir "sobre cuestiones relativas a la guerra y la paz", mientras que el presidente "en cumplimiento de las decisiones de la Asamblea Popular Nacional... proclama el estado de guerra". El Comité Permanente de la Asamblea Popular Nacional puede "decidir, cuando la Asamblea Popular Nacional no esté reunida, sobre la proclamación del estado de guerra en caso de ataque armado contra el país o en cumplimiento de las obligaciones de los tratados internacionales relativas a la defensa común contra la agresión". |
| Finlandia              | Presidente           | Artículo 93 de la Constitución de Finlandia                                           | Parlamento         | El Presidente de Finlandia puede declarar la guerra o la paz, con permiso del Parlamento de Finlandia. |
| Francia                | Gobierno             | Artículo 35 de la Constitución francesa                                               | Parlamento         | El Parlamento "autoriza" la declaración de guerra. Tanto la Asamblea Nacional como el Senado no votan la declaración, sino que sólo debaten sobre la propuesta del Gobierno. Transcurridos 4 meses de cualquier intervención militar, el Parlamento puede autorizar la prolongación de la guerra. El Gobierno no siempre respeta el plazo de 4 meses. |
| Alemania               | Parlamento           | Artículo 115a -Ley Fundamental de la República Federal de Alemania                    | Parlamento         | A menos que Alemania sea atacada por una fuerza militar contraria, el Bundestag debe votar por mayoría de dos tercios si la república federal se encuentra bajo amenaza de guerra. |
| Hungría                | Parlamento           | Artículo 49 de la Ley Fundamental de Hungría                                          | Parlamento         | |
| India                  | Presidente           | Artículo 53(2) de la Constitución de la India                                         | Parlamento         | El presidente de la India puede declarar la guerra o concluir la paz, sujeto a la aprobación del parlamento y el asesoramiento de funcionarios selectos del gobierno. |
| Israel                 | Primer ministro      | La Knesset:Artículo 40(a) y El Gobierno:Artículo 3(a) de las Leyes Básicas de Israel. | Primer ministro    | Por el artículo 40(a) de la Ley Básica La Knesset, el estado declarará la guerra "en virtud de una decisión del gobierno" con el primer ministro para dar aviso a la Knesset "lo antes posible". Según el artículo 3(a) de la Ley Fundamental El Gobierno, "el Gobierno está compuesto of por el primer ministro y los ministros." |
| Kuwait                 | Monarca              | Artículo 68 de la Constitución de Kuwait.                                             | Monarca            | El Emir declara la guerra defensiva por decreto. La guerra ofensiva está prohibida. |
| México                 | Presidente           | Artículo 89 fracción VIII de la Constitución Mexicana                                 | Congreso           | El Presidente podrá declarar la guerra en nombre de los Estados Unidos Mexicanos previa promulgación de la ley correspondiente por el Congreso de la Unión. |
| Países Bajos           | Estados Generales    | Artículo 96 de la Constitución de los Países Bajos                                    | Estados Generales  | |
| Catar                  | Monarca              | Artículo 71 de la Constitución de Catar                                               | Monarca            | La guerra defensiva será declarada por decreto del Emir y la guerra agresiva está prohibida. |
| Rusia                  | Presidente           | Artículos 71 y 86 de la Constitución de Rusia                                         | Presidente         | Según el artículo 71 "La jurisdicción de la Federación Rusa incluye [...] la política exterior y las relaciones internacionales de la Federación Rusa, los tratados y acuerdos internacionales de la Federación Rusa, las cuestiones de guerra y paz;" Por Artículo 86:a "El Presidente de la Federación Rusa: [...] dirigir la política exterior de la Federación Rusa;" |
| scope=row Arabia Saudí | Monarca              | Artículo 61 de la Ley Fundamental de Arabia Saudita.                                  | Monarca            | |
| España                 | Monarca              | Artículo 63 de la Constitución española de 1978                                       | Parlamento         | El Rey, previa autorización de las Cortes Generales, tiene la facultad de declarar la guerra y hacer la paz. |
| Suecia                 | Gabinete             | 2010:1408 15 kap. 14 § titulado "Krigsförklaring"                                     | Parlamento         | El gabinete sueco (regeringen) no puede declarar a Suecia en guerra sin el consentimiento del parlamento (riksdagen) a menos que Suecia sea atacada primero. |
| Turquía                | Parlamento           | Artículos 87 y 92 de la Constitución de Turquía.                                      | Parlamento         | El Presidente puede declarar a Turquía en guerra sin el consentimiento del parlamento si el parlamento está aplazado o en receso y Turquía es atacada primero. |
| Reino Unido            | Monarca.             | Ninguno                                                                               | Monarca            | |
| Estados Unidos         | Congreso             | Artículo 1, Sección 8 de la Constitución de los Estados Unidos                        | Congreso           | |